# نبرد حران (۲۹۶)
نبرد حران در سال ۲۹۶ یا ۲۹۷ بین شاهنشاهی ساسانی و امپراتوری روم درگرفت و با پیروزی ساسانیان به پایان رسید. این نبرد پس از اینکه شاه نرسی به میان‌رودان و ارمنستان حمله کرد، آغاز شد. دو سال بعد از این رویداد، گالریوس موفق شد تا ساسانیان را در نبرد ساتالا شکست دهد.